# 艾瑞克·普茲
艾瑞克·普茲（1976年7月19日）是瑞典DJ，作品風格包含浩室、漸進浩室、鐵克諾和科技浩室。知名於2004年的《Call on Me》，往後知名作品有2007年的《Proper Education》、2008年的《Pjanoo》、2012年的《Every Day》、2014年的《Liberate》、2015年的《Opus (Eric Prydz song)》和2016年的合輯《Opus (Eric Prydz album)》。經營自己的唱片公司Pryda Recordings、Pryda Friends和Mouseville。現定居於瑞典。 

## 外部連結
- 官方网站
- YouTube上的